# 紙の上の魔法使い
『紙の上の魔法使い』（かみのうえのまほうつかい）は、2014年12月19日にウグイスカグラより発売されたアダルトゲームである。
萌えゲーアワード2014にて金賞・ニューブランド賞を受賞した。
2024年7月15日にDLsiteで『愛した妹にもう一度会えたとしても。』（公式同人サークル「トトメトリ」名義）が発売された。

## ストーリー
とある島に存在する私設図書館。本が好きという共通点をもって出会ったヒロイン達と主人公はやがて親しい間柄となり、2年間のブランクを経て再会した。しかしそこには「魔法の本」なるものが存在し、これを開いた者はその願いに応じて現実世界の誰かと共に本の物語を強制的に演じさせられるのだった。この強制から開放されるためには、魔法の本が満足するだけの物語を演じきるしかない。主人公は魔法の本を通じ、ヒロイン達との数々の幻想的で切ない物語を体験していくのだった。

## 登場人物
四條 瑠璃（しじょう るり）

遊行寺 夜子（ゆぎょうじ よるこ）
声 - 橘まお

月社 妃（つきやしろ きさき）
声 - 御苑生メイ

伏見 理央（ふしみ りお）
声 - 姫原ゆう

日向 かなた（ひむかい かなた）
声 - 花澤さくら

本城 岬（ほんじょう みさき）
声 - 八幡七味

本城 奏（ほんじょう かなで）
声 - 野上結生

遊行寺 汀（ゆぎょうじ なぎさ）
声 - 原田友貴

遊行寺 闇子（ゆぎょうじ やみこ）
声 - 芹園みや

クリソベリル
声 - 小倉結衣